# 瞿芳
瞿芳（英語：Miranda Qu, 1985年—）是一位中国企业家，小红书联合创始人。

## 生平
1985年出生于湖北武汉，毕业于武汉外国语学校，2007年获得北京外国语大学学士学位。毕业后进入贝塔斯曼任职。2013年6月和好友毛文超共同创立小红书。

## 荣誉
- 2018年被选为《福布斯》中国商界25位潜力女性榜
- 2020年被选为《财富杂志》中国最具影响力的商界女性